# Lossivatnet
Der Lossivatnet (auch Losivatn) ist ein See in der Kommune Narvik in Nordland in Norwegen.
Der See bedeckt eine Fläche von 6,64 km² und sein natürlicher Abfluss führt über die Skjoma in den Skjomen, einen Teil des Ofotfjords. Er gehört damit zum Wassereinzugsgebiet Skjoma mit der Nummer 738 (Nummer im Vassdragsregister (Norwegisches Verzeichnis der Wasserläufe)). Seine beiden Hauptzuflüsse kommen aus den Tälern Nihkevági und Rienatvági. Im Rienatvági befinden sich einige unbenannte Gletscher und Eisfelder. 
Der ehemals natürliche See wird heute als Stausee verwendet, wobei keine Staumauer errichtet, sondern nur der See angezapft wurde. Der See kann von der ursprünglichen Seehöhe 735 auf 701 M.ü.M abgesenkt werden. Ein großer Teil seines Wassers fließt nun über das Kobbvatn und Iptovatn zu dem Wasserkraftwerk Skjomen kraftstasjon. 